# Вилков, Олег Никандрович
Оле́г Ника́ндрович Вилко́в (22 августа 1922, c. Чёрное, Шахунский район, Горьковская область — 23 декабря 2005, Новосибирск) — советский и российский историк, специалист по истории Сибири, ветеран и инвалид войны. Доктор исторических наук (1991).

## Биография
Родился в семье учительницы Валентины Александровны Городковой и сельхозтехника Никандра Ивановича Вилкова.
В 1930 г. поступил в Черновскую среднюю школу, в 1931 г. его родители переехали и он был переведён в Тоншаевскую среднюю школу, которую и окончил. В сентябре 1940 г. призван на действительную службу в РККА в 105-ю стрелковую дивизию, дислоцированную на Дальнем Востоке. С октября 1941 г. по март 1942 г. учился во Владивостокском пехотном училище. С августа 1942 по октябрь 1944 гг. служил в 216 заградотряде 195-го гвардейского полка 29 стрелковой дивизии. Вместе с дивизией прошёл от Сталинграда до Либавы (ныне Лиепая), где был 28 октября 1944 г. тяжело ранен.

«Взрывом меня контузило, поразило правый глаз с потерей зрения на целый месяц, осколки гранаты выбили левый глаз, вошли в ноги, руку и голову» — Воспоминания О. Н. Вилкова
Уволившись в запас в августе 1945 г. в сентябре поступил в МГУ, где занимался в семинаре С. В. Бахрушина. После аспирантуры работал учителем истории в Буреполомской средней школе (Горьковская обл.). С 1961 по 2001 г. работал в Институте истории СО РАН.
Кандидат исторических наук (1965 г.), тема диссертации «Тобольск в системе складывающегося всероссийского рынка в XVII веке» (научный руководитель — чл.‑корр. В. И. Шунков). Доктор исторических наук (1991 г.), тема диссертации: «Очерки социально-экономического развития Сибири в конце XVI — начале XVIII в.». Доцент (1968 г.).

### Семья
Жена — врач-окулист Людмила Ивановна Панфилова (с 5 июля 1945 г.)

## Научная деятельность

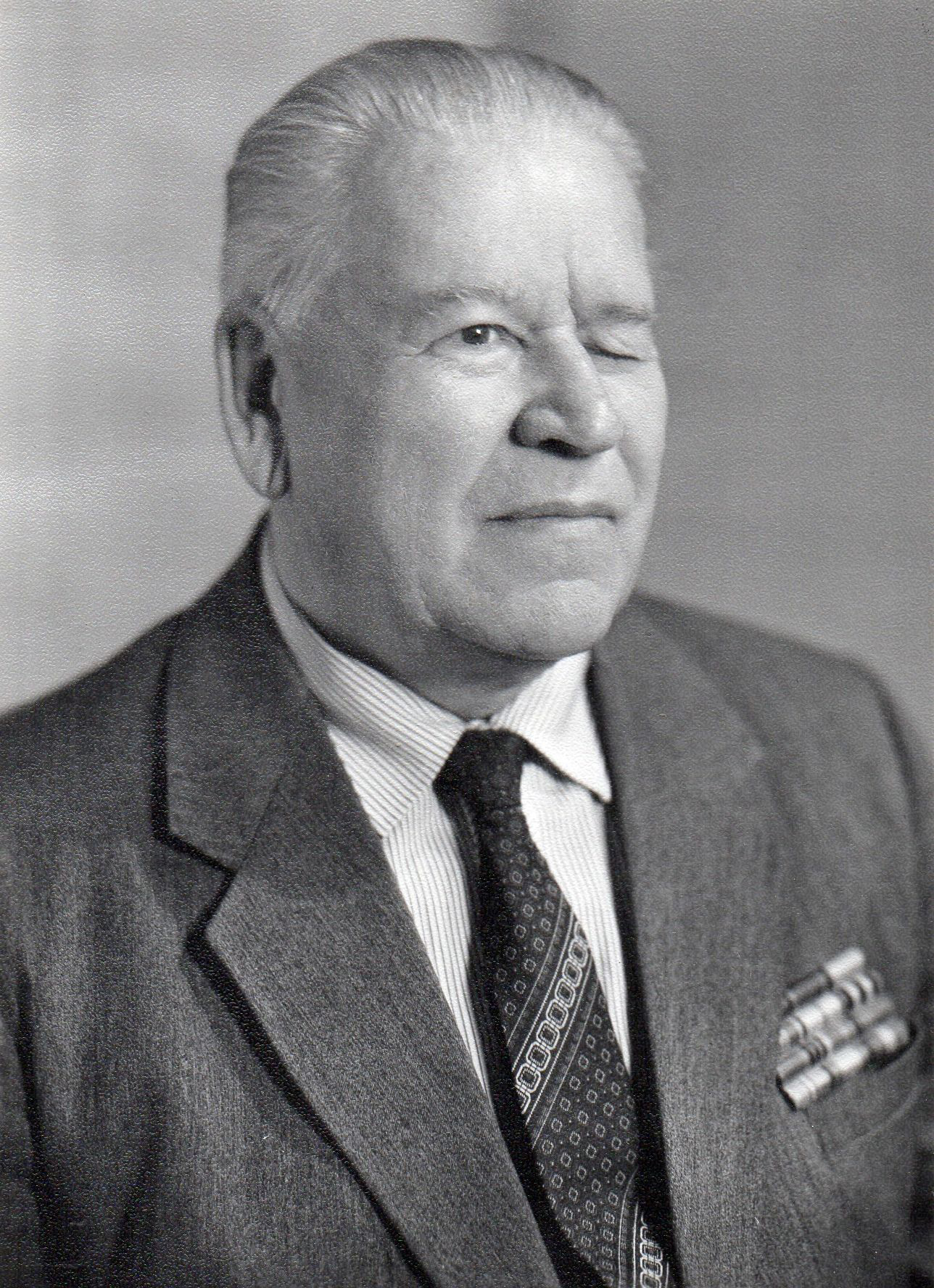

Его первая статья «Китайские товары на Тобольском рынке в XVII в.» была опублиткована в журнале «История СССР» в 1958 году. Более 300 его публикаций посвящены сибирской торговле, её инфраструктуре, торгово-промышленному движению, налогам и сборам, мерам веса, дорогам и транспорту Сибири XVII—XVIII веков. Фундаментальным вкладом в сибиреведение являются две монографии О. Н. Вилкова «Ремесло и торговля Западной Сибири в XVII в.» и «Очерки социально-экономического развития Сибири в конце XVI — начале XVIII в.»
Историк оставил после себя научную школу сибирского городоведения (Д. Я. Резун, Т. Е. Квецинская, В. Н. Курилов, А. А. Люцидарская и др.).

### Преподавательская деятельность
Преподавал в НГУ, доцент.

### Научные работы
- Вилков О. Н. Ремесло и торговля Западной Сибири в XVII в.. — Москва: Наука, 1967.
- Вилков О. Н. Бухарцы и их торговля в Западной Сибири в XVII в.. — Новосибирск, 1987.
- Вилков О. Н. Очерки социально-экономического развития Сибири в конце XVI — начале XVIII в.. — Новосибирск: Наука. Сибирское отделение, 1990.
- Вилков О. Н. Таможенные книги сибирских городов XVII в. // Вып. 1: Сургут и Тара. — Новосибирск: РИПЭЛ, 1997.
- Вилков О. Н. Пушной промысел в Сибири // Наука в Сибири : Газета. — Новосибирск, 19 ноября 1999. — Вып. (2231), № 45.

## Награды
Награждён 13-ю правительственными наградами, в том числе орденами «Отечественной войны» I и II степени, медалями «За отвагу», «За оборону Сталинграда», «За победу над Германией в Великой Отечественной войне 1941—1945 гг».